# Région Las Montañas
La région Las Montañas est l'une des 10 régions administratives de l'État de Veracruz, au Mexique, et est localisée dans sa partie centrale, au bord du golfe du Mexique. Située sur le flanc occidental de l'État de Veracruz, elle est limitrophe au sud-ouest de l'État de Oaxaca, et à l'ouest et au nord de celui de Puebla. Elle doit son nom à sa situation sur le massif montagneux de la Sierra Madre orientale. Elle comprend notamment les villes de Córdoba et d'Orizaba. Avec le pic d'Orizaba compris pour partie sur son territoire, elle culmine à plus 5600 mètres d'altitude. Son territoire est très morcelé et compte 57 municipalités, sur les 212 que comprend l'État de Veracruz, soit environ un quart du total.

## Géographie

Régions de Veracruz, la région Las Montañas porte le n°6

Cette région montagneuse comprend les sources du fleuve Río Jamapa et de son principal affluent le Río Cotaxtla, qui prennent tous deux leur source sur le glacier Jamapa, qui couvre pour partie le pic d'Orizaba. Elle est également traversée par la rivière Río Blanco, principal affluent nord du fleuve Río Papaloapan. Elle est bordée au sud-est par la région Papaloapan, à l'est par la région Sotavento et au nord-est par la région Capital. Ses flancs nord et ouest sont bordés par l'État de Puebla, et à l'extrême sud-ouest par celui de Oaxaca. Son territoire couvre une superficie de 6350,8 km2, et était peuplé en 2010 de 1 367 934 habitants.
Elle est administrativement formée des 57 municipalités suivantes, dont la numérotation ne suit pas exactement l'ordre alphabétique :

Municipalités de la région Las Montañas

- 1) Acultzingo
- 2) Alpatláhuac
- 3) Amatlán de los Reyes
- 4) Aquila
- 5) Astacinga
- 6) Atlahuilco
- 7) Atoyac
- 8) Atzacan
- 9) Carrillo Puerto
- 10) Camarón de Tejeda
- 11) Calcahualco
- 12) Camerino Z. Mendoza
- 13) Coetzala
- 14) Comapa
- 15) Córdoba
- 16) Coscomatepec
- 17) Cuichapa
- 18) Cuitláhuac
- 19) Chocamán
- 20) Fortín
- 21) Huatusco
- 22) Huiloapan de Cuauhtémoc
- 23) Ixhuatlán del Café
- 24) Ixhuatlancillo
- 25) Ixtaczoquitlán
- 26) La Perla
- 27) Los Reyes
- 28) Magdalena
- 29) Maltrata
- 30) Mariano Escobedo
- 31) Mixtla de Altamirano
- 32) Naranjal
- 33) Nogales
- 34) Omealca
- 35) Orizaba
- 36) Paso del Macho
- 37) Rafael Delgado
- 38) Río Blanco
- 39) San Andrés Tenejapan
- 40) Sochiapa
- 41) Soledad Atzompa
- 42) Tehuipango
- 43) Tenampa
- 44) Tepatlaxco
- 45) Tequila
- 46) Texhuacán
- 47) Tezonapa
- 48) Tlacotepec de Mejía
- 49) Tlaltetela
- 50) Tlaquilpa
- 51) Tlilapan
- 52) Totutla
- 53) Xoxocotla
- 54) Yanga
- 55) Zentla
- 56) Zongolica
- 57) Tomatlán